# Habbo Hotel
Habbo és un món virtual i un joc en línia creat per Sulake Corporation i dirigit per Habbo Ltd per a majors de 14 anys.. Habbo va començar essent un projecte de dos joves finlandesos. El primer hotel real, Hotelli Kultakala (Hotel Peix Daurat) sortí al públic a l'agost del 2000, abans que el "Habbo" passés a existir. Durant l'aparició del Habbo al Regne Unit, el nombre d'usuaris de l'hotel fou creixent a una gran velocitat. L'hotel és considerat com un dels jocs no violents en línia més populars d'Internet per a joves.
La plataforma va sorgir en un moment quan encara no havien triomfat els smartphones, i es xatejava per Microsoft Messenger. Els usuaris de Habbo poden crear un personatge i construir i dissenyar sales amb una estètica retro, xatejar amb altres jugadors, tenir cura de mascotes virtuals, crear i jugar a jocs i completar missions.
L'estiu de 2020, Habbo va celebrar el seu vintè aniversari amb una campanya de dos mesos i va augmentar el seu nombre d'usuaris degut a la pandèmia de COVID-19. En octubre de 2020, s'havien acumulat 316 milions d'avatars en el joc des del seu llençament, En gener de 2021 tenia 800.000 usuaris actius mensuals.

## Avatars
Habbo permet dissenyar els avatars coneguts com a Habbos. Opera de manera similar a la dels Sims online i a la del Runescape. Es pot personalitzar l'expressió de la cara d'entre unes quantes, canviar el color de pell, triar estil del cabell, color i complements variats per a la cara i el cabell, com ara ulleres o barrets, també la roba i el color de la roba i algun altre complement, com per exemple els cinturons i, evidentment, el calçat. Permet guardar diferents perfils per canviar-te de roba ràpidament per a usuaris pertanyents al "Habbo Club". A banda, hi ha l'opció d'afegir i modificar una descripció del personatge que pot ser vista pels altres amb tan sols prémer sobre del teu personatge.

## Sales
Existeixen dos tipus de sales: Sales Públiques i les Sales Privades. Les sales públiques són molt similars a les d'un hotel real, ja que a l'hotel hi ha una recepció, una cuina, piscines, restaurants, bars i fins i tot un teatre entre d'altres. La quantitat i varietat de sales públiques varia entre hotel i hotel. Les sales privades (entapissat, mobles, nombre de rajoles, transportadors i escales) les dissenyen els mateixos usuaris i poden usar-se per a diferents propòsits. Entre aquests propòsits destaquen les sales de xerrades, les sales de festes, les sales de jocs, les sales de canvis (de furnis) també anomenades sales de tradeos de l'anglès Trade que significa "comerciar", i en alguns casos les sales que representen habitacions d'una casa.
Existeixen diferents sales predefinides que varien en grandària i amplària, les parets i els terres es poden pintar i entapissar; i la sala pot ser emplenada amb una gran varietat de furnis els quals es poden triar d'un catàleg. Dintre de les sales, les paraules de cada jugador apareixen dalt dels seus caps en un quadre de diàleg que varia segons el color de la samarreta que porti posada l'usuari en aquell moment. Si escriu una paraula que no esta permesa el hotel se substitueix per la paraula 'bobba'. Tanmateix aquest filtre pot esser desactivat en els preferències de cada usuari.
Un navegador permet seleccionar entre les sales públiques i privades amb l'opció de buscar sales ja sigui pel seu nom o pel nom del seu propietari. Les sales publiques són les creades pels laboratoris de Sulake. En la seva majoria són generals i es troben en tots els Habbo Hotels, mentre que les sales privades són les que creen els usuaris, que poden crear-ne de franc i escollir entre 6 models diferents de sales per a després adquirir crèdits i comprar pintures o objectes del catàleg Habbo. A l'apartat de sales privades hi ha diferents plantes: la de jocs, la de canvis, la de concursos… i quan es crea una sala s'ha de classificar en una d'aquestes plantes.
Els objectes del catàleg poden ser comprats amb crèdits i canviats entre Habbos (únicament en sales fetes per canvis). Els crèdits es paguen amb diners reals (la majoria de les vegades per targeta de crèdit o per línies telefòniques). També es poden comprar gats i gossos perquè ocupin les seves sales. Cada 25 dies, el catàleg rep un objecte rar (Rare) i també es treuen objectes per a esdeveniments especials com el dia de Sant Valentí, Pasqua, Halloween, el Dia de la Mare i per Nadal.

## Xat
Quan dues persones es coneixen poden esdevenir "habboamics" i d'aquesta manera apareixen a la Consola (xat privat) de cadascú, des d'on es poden intercanviar missatges els uns amb els altres. A més a més, si dos amics es troben en la mateixa sala es poden localitzar fàcilment.